# 2019년 리지크레스트 지진
2019년 리지크레스트 지진(2019 Ridgecrest earthquakes)은 2019년 7월 4일과 6일 각각 미국 캘리포니아주 데스 밸리 국립공원과 세쿼이아 국립공원 남쪽 경계 사이인 리지크레스트와 셜즈밸리 사이에서 일어난 규모 각각 Mw6.4의 전진과 Mw7.1의 본진이다. 7월 4일 17시 33분(UTC, PDT 7월 4일 오전 10시 33분) 경 캘리포니아주 샌버너디노군 인근에서 규모 Mw6.4의 전진이 일어났으며 캘리포니아주 한 가운데를 관통하는 샌앤드리어스 단층에서 동쪽으로 약 290km 떨어진 곳에서 지진군이 자주 일어나는 곳에 지진이 일어났다. 전진 이후 몇 차례 여진과 지진군이 감지되었으며 1,400여건이 넘는 미진이 관측되었다. 그 다다음날인 7월 6일 오전 3시 19분(UTC, 태평양 표준시 기준으로는 7월 5일 오후 8시 19분)에서는 거의 같은 장소에서 규모 Mw7.1의 본진이 일어났다. 이번 지진은 20년만에 캘리포니아주에서 일어난 가장 강한 지진이다.
첫 전진 이후 진앙 근처의 리지크레스트에서 건물 화재 및 일부 건물 손상의 피해가 보고되었다. 7월 6일 본진 직후에는 리지크레스트에서 3천 명이 넘는 사람들이 정전 피해를 입었다. 본진의 진동은 남부 캘리포니아 전역에서 강하게 느껴졌으며 미국 애리조나주와 네바다주 일부에도 느껴졌다. 북쪽으로는 샌프란시스코 베이 에어리어까지, 남쪽으로는 멕시코의 바하칼리포르니아주까지 지진을 느꼈다. 대략 2천만 명이 전진의 진동을 느꼈으며 약 3천만 명의 사람들이 본진의 진동을 느낀 것으로 추정된다.

## 배경
미국 캘리포니아주는 북아메리카판과 태평양판의 변환 단층이 지나가는 곳이다. 두 판의 변환 단층 중 75% 이상이 샌앤드리어스 단층이며 나머지 25%가 워커 래인이랑 동캘리포니아 전단대의 단층을 차지하고 있다.
캘리포니아주는 지진이 빈번하게 발생하긴 하지만 지난 수십년 동안은 큰 지진이 거의 발생하지 않는 공백기가 있었다. 2019년 이번 지진이 일어나기 전까지 21세기 캘리포니아주에서 일어난 Mw6 이상의 지진은 2014년 일어난 규모 Mw6.0의 2014년 나파 남부 지진밖에 없었다. 샌앤드리어스 단층대, 샌재신토 단층대, 해이워드 단층대같은 경우에는 1919년 이후 지진이 거의 없었는데 지진학자들은 지난 1,000년간 지진이 거의 일이어나지 않은 때가 이 100년이라고 말했다. 원래는 대략 1세기마다 지축을 뒤흔드는 강력한 지진이 3-4회 정도 일어난다고 추정되었다.
2019년 일어난 지진은 20년 전인 1999년 10월에 일어난 규모 Mw7.1의 헥터 마인 지진 이후 남부 캘리포니아에서 일어난 가장 강력한 지진이다. 하지만 헥터 마인 지진의 경우에는 판 경계에서 멀리 떨어져 있는 지역에서 일어난 지진이었다. 그동안 큰 지진이 일어나지 않아 여러 단층에 응력들이 쌓여 있었으며 여러 단층에 한꺼번에 가중된 응력이 한꺼번에 풀리면서 연동형지진과 같이 큰 지진이 발생할 가능성이 높았다.

## 지진
2019년 7월 4일 17시 2분(UTC), 캘리포니아주 셜즈밸리 서남쪽 11km 지점에서 규모 Mw4.0의 약한 전진이 발생하였다. 대략 31분 후인 17시 33분에는 셜즈밸리 서남쪽 12km 지점에서 규모 Mw6.4의 당시에는 본진으로 보였던 지진이 일어났다. 진앙 바로 근처에 있었던 리지크레스트에서는 대략 27,000명의 주민이 살고 있었다. 규모 6.4의 지진은 데스 벨리 국립공원 끄트머리의 지진군이 자주 일어나는 지역에서 워커 래인/동캘리포니아 전단대의 주향단층을 쭉 따라 일어났다. 지진의 단층 길이는 대략 16km였다. 단층의 한 쪽 면은 변형이 일어났으나 다른 쪽 면은 15-20cm 정도 이동하였다. 미국 지질조사국의 지진학자 수잔 호그는 지진이 일어난 단층이 리틀 래이크 단층일 수도 있다며 진앙지 근처에는 수많은 작은 단층들이 둘러싸고 있어 지진이 일어난 정확한 단층대를 알 수 없다고 말했다. 지진의 진원 깊이가 10.7km로 얉아서 규모 6.4의 지진은 대략 2천만명이 진동을 느낄 정도로 강력하였다. 진앙 근처에 있었던 주민들은 대략 30초간 큰 진동을 느꼈다고 말했다. 지진의 진동은 북쪽으로는 캘리포니아 새크라멘토, 동쪽으로는 애리조나 피닉스, 남쪽으로는 멕시코 바하칼리포르니아주까지 느꼈으며 지진의 진동으로 멕시코 메히칼리와 티후아나는 사람들이 긴급히 대피하는 소동도 있었다.
7월 4일 지진 이후 규모 Mw2-4 정도의 여진이 계속되었다. 7월 5일 밤까지 대략 1,400건이 넘는 여진이 있었으며 이 중 가장 강력했던 여진은 7월 5일 11시 7분(UTC)에 일어났던 규모 Mw5.4의 지진이었다. 여진의 진동은 북쪽으로는 캘리포니아 프레즈노까지, 남쪽으로는 로스앤젤레스와 러구나힐스까지 느꼈으며 동쪽으로는 네바다주의 라스베이거스에서도 진동이 느껴졌다. 여진으로 인한 추가적인 피해는 없었다. 7월 4일 이후 여진의 수는 굉장히 많았으나 전례가 없었던 것은 아니였었다.
7월 6일 오전 3시 19분(UTC, 태평양 표준시 기준으로는 7월 5일 오후 8시 19분)에는 리지크레스트 지역에서 규모 Mw7.1의 지진이 일어났으며 7월 4일의 지진은 전진인 것으로 밝혀졌다. 두 지진 모두 미국 지질조사국은 얉은 깊이의 주향이동단층으로 일어난 지진이라고 분석하였다. 이후의 여진 활동은 에어포트 래이크 단층대에서 교차하는 두 단층에서 집중적으로 일어났다.

2019년 리지크레스트 지진 및 그 여진의 발발 횟수와 규모를 그린 그래프. M6.4, M5.4, M7.1 3개의 주요 지진으로 나눌 수 있으며 각각의 지진 이후에는 규모가 낮은 여진이 뒤따랐다.

2019년 리지크레스트 지진 이후 여진이 일어난 곳을 그린 지도. 리지크레스트 지진을 일으킨 두 단층선이 보인다. 7월 4일 M6.4 지진(주황색 점)은 서북- 동남 주향단층과 교차하는 서남-동북 주향단층에서 일어났다. 규모 M7.1 지진은 빨간 점으로 표시하였다.

### 주요 전진 및 여진 목록
규모 Mw4.5 이상의 주요 전진 및 여진은 다음과 같다.
| 날짜 (UTC)          | 규모 | 진원 깊이 (km) |
| ------------------- | ---- | -------------- |
| 2019-07-04 17:02:55 | 4.0  | 10.3           |
| 2019-07-04 17:09:20 | 2.5  | 11.6           |
| 2019-07-04 17:33:49 | 6.4  | 10.7           |
| 2019-07-04 17:35:01 | 4.5  | 4.6            |
| 2019-07-04 18:39:44 | 4.6  | 2.8            |
| 2019-07-04 18:56:06 | 4.6  | 1.9            |
| 2019-07-04 19:21:32 | 4.5  | 3.0            |
| 2019-07-04 22:12:08 | 4.5  | 2.0            |
| 2019-07-05 11:07:53 | 5.4  | 7.0            |
| 2019-07-06 03:16:32 | 5.0  | -1.0           |
| 2019-07-06 03:19:52 | 7.1  | 17.0           |
| 2019-07-06 03:22:03 | 4.6  | 9.1            |
| 2019-07-06 03:23:50 | 5.4  | 12.4           |
| 2019-07-06 03:25:27 | 5.0  | 11.2           |
| 2019-07-06 03:27:05 | 4.5  | 4.1            |
| 2019-07-06 03:47:53 | 5.5  | 3.4            |
| 2019-07-06 03:50:59 | 4.9  | 6.6            |
| 2019-07-06 04:13:07 | 4.8  | 7.9            |
| 2019-07-06 04:18:55 | 5.4  | 2.2            |
| 2019-07-06 04:36:55 | 4.9  | 1.5            |
| 2019-07-06 06:01:51 | 4.6  | 4.0            |
| 2019-07-06 08:32:57 | 4.6  | 2.5            |
| 2019-07-06 09:28:28 | 4.9  | 3.9            |
| 2019-07-06 09:29:20 | 4.5  | 2.9            |
| 2019-07-06 09:30:40 | 4.5  | -0.6           |
| 2019-07-06 13:06:55 | 4.5  | 1.5            |
| 2019-07-06 23:50:41 | 4.5  | 3.0            |
| 2019-07-07 05:38:15 | 4.5  | 6.9            |
| 2019-07-11 00:14:37 | 4.5  | 0.8            |

## 피해

### 7월 4일 전진

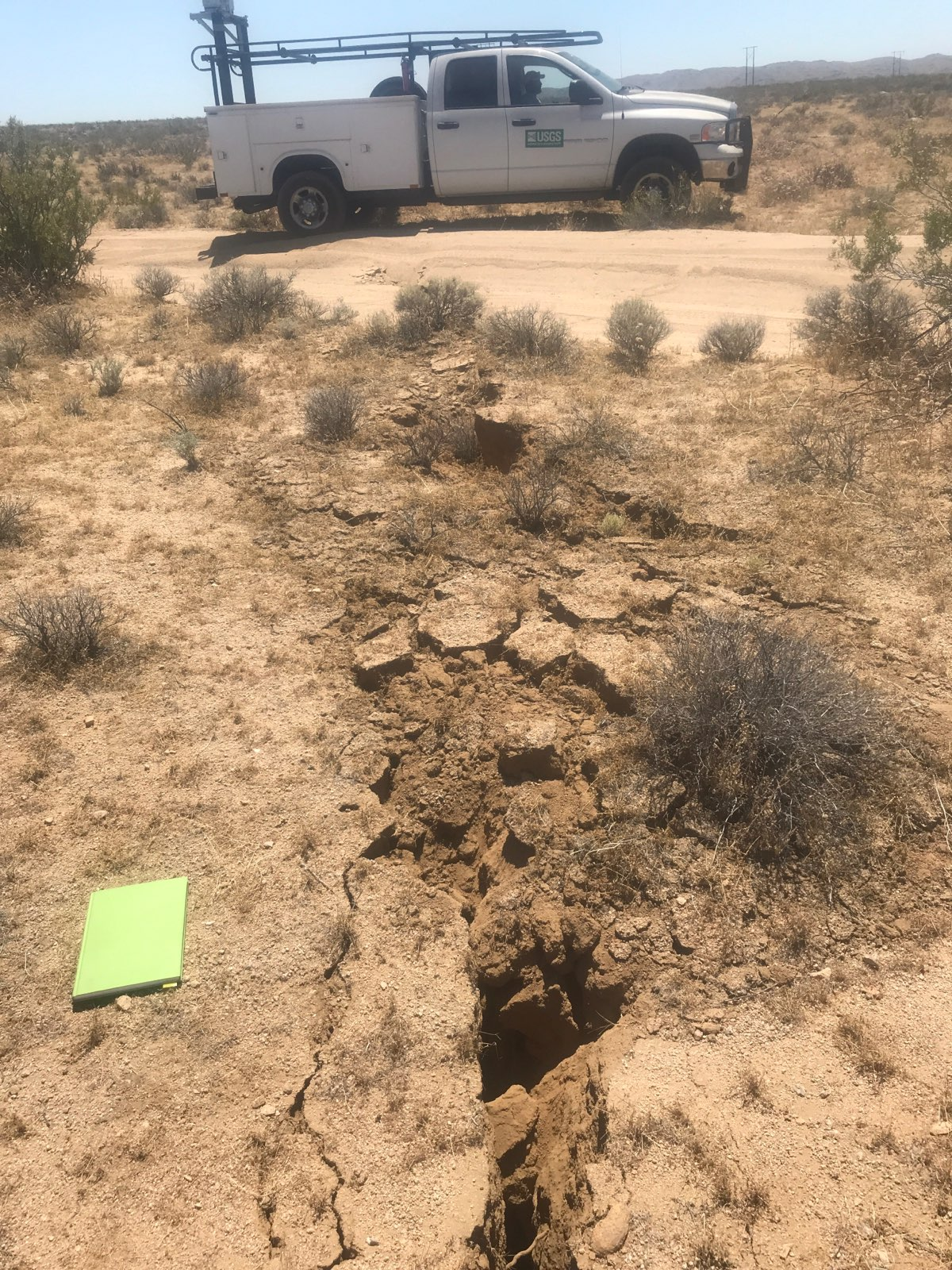
7월 4일 전진으로 리지크레스트 지역의 땅이 갈라진 모습

지진으로 리지크레스트 지역에서 여러 건물이 구조적으로 손상을 입었으며 2건의 화재 신고가 접수되었다. 이동식 주택에 일어난 화재 한건은 심각한 피해를 입어 구조물을 이용할 수 없는 수준이 되었다. 20명이 부상을 입었는데 대부분은 깨진 유리와 부서진 잔해에 맞아서 발생하였다. 일부 가스관이 파괴되어 가스 공급이 중단되는 일도 있었다. 기업들 같은 경우에는 선반에 제품들이 전부 떨어져서 파손되는 피해를 입었다. 응급 구조대원들은 20여건의 구조 신고를 처리하였으며 대피소 2곳을 개방하였다. 리지크레스트 지역병원에 있던 환자 15명과 근처 아파트에 거주하던 주민들이 대피하였다. 리지크레스트에서 6천명이, 셔를밸리에서 9백명, 총 6,900명이 정전 피해를 입었다.
캘리포니아 주도 제178호선의 셔를밸리 구간은 대략 10cm의 균열이 생겼으며 국도 제395호선 캘리포니아주 구간에는 도로에 파편이 뒤덮혀 일시적으로 통제되는 상황이 있었다. 트로나에서는 여러 건물이 손상을 입고 정전과 단수 상황이 벌어졌으며 가스 공급도 중단되는 일이 빚어졌다. 이사벨라 호수가 있는 베이커스 필드로 이어지는 주도 제178호선 구간을 포함해 트로나 거의 대부분 지역의 도로에서 산사태가 일어나 도로를 완전히 막아버렸다. 로스앤젤레스에서는 패션 지구와 그라나다 힐스에서 정전 사태가 일어났다.
네바다주의 파럼프에서 담장 붕괴로 인해 1명이 사망하였다.

### 7월 6일 본진
본진 직후 여러 건의 화재와 부상자 5명이 보고되었으며 이 피해 대부분은 리지크레스트와 트로나에 집중되었다. 지진으로 레스토랑 한 곳에도 화재가 일어났다. 리지크레스트와 그 외 케른군 전역에서 3천명이 정전 피해를 입었다. 트로나에서는 지진으로 여러 건물이 손상을 입었으며 도시가스관이 파손되어 가스가 누출되는 피해가 있었다. 여러 건의 산사태도 발생해 도로를 막아버렸으며 수도관도 파괴되어 단수 상황이 벌어진 적도 있었다. 또한 주도 178호선에서는 진앙지 인근에서 도로에 균열이 일어나고 산사태가 일어나는 등의 피해로 임시로 폐쇄되었다.
추정된 총 피해액수는 1억 달러에 달한다.

## 반응과 여파

### 7월 4일 전진
전진이 일어난 지 1시간 후, 캘리포니아주의 주지사 개빈 뉴섬은 컨군에 비상사태를 선포하였다. 로스앤젤레스 경찰국과 같은 지역 비상대응처에서는 소셜 미디어를 이용하여 대중들에게 지진이 일어났음을 알렸으며 심각하게 위험한 상황이나 부상자가 있을 때에만 9-1-1을 이용하라고 당부했다. 또한 로스앤젤레스 대도시권 지역에서 로스앤젤레스 수도국을 포함한 주요 인프라 관리국이 인프라 손상 정도를 검사하였다. 벤투라군 소방국은 군 내 회재 조사를 위해 소방관들을 파견하였다. 차이나 래이크 미국 해군 대공 무기연구소(Naval Air Weapons Station China Lake)에서도 추가 인원을 파견하여 피해 조사를 실시하였다. 미국 지질조사국(USGS)는 표면에 남은 단층 자국을 찾고 데이터를 수집하기 위해 M6.4 지진 직후 컨군에 인원을 파견하였다. 캘리포니아주의 디즈니랜드도 시설 피해 조사를 위해 일시 폐장하였다.
7월 4일, 지진 직후 지진학자 루시 존스는 향후 며칠 동안 이 때 일어난 M6.4 지진보다 더 큰 지진이 올 확률이 대략 1/20이라고 말했다. 또한 존스 박사는 앞으로 큰 규모의 여진이 올 수 있으며 일부 여진은 규모 Mw5급을 넘을 수도 있다고 말했다. 7월 5일 오전 11시 7분(UTC)에는 규모 Mw5.4의 여진이 일어났으며 대략 17시간 후인 7월 6일 오전 3시 19분에는 규모 M7.1의 본진이 일어났다.
미국 지질조사국의 섀이크알러트(ShakeAlert)는 지진이 일어난 지 6.9초 만에 경보를 발령했으며 칼텍 지진연구소에 지진의 진동이 느껴지기 50초 전에 알람을 주었다. 하지만 남부 캘리포니아의 주민들에게 지진 경보를 알리는 스마트폰 어플인 'ShakeAlertLA'에서는 지진 경보가 울리지 않았다. 이 이유로는 로스앤젤레스 군 지역에서 규모 Mw4.5급 지진으로 추정했으며 어플의 알람 경보 기준인 규모 Mw5.0 이상이거나 수정 메르칼리 진도 계급 기준 진도 IV(Light) 이하로 계산되었기 때문이다. 이 때문에 지진학자들은 사전에 경보를 받았음에도 불구하고 주민들에게는 지진 알람이 오지 않았다. 로스앤젤레스 시의 트위터 공식 계정은 앞으로 지진 알람이 오는 기준을 하향해 전달할 지진을 더 늘릴 것이라고 발표했다.

### 7월 6일 본진
캘리포니아주 위기관리청(Cal OES) 주관리센터가 열렸으며 캘리포니아주 주지사인 뉴컴이 참석해 최고 위기 레벨이라 발표하며 자원조율을 시작하였다. 7월 6일 본진 직후 뉴컴 주지사는 샌버나디노 군에 비상사태를 선포하였다.
지진 직후 차이나 래이크 미국 해군 대공 무기연구소는 필수 인력을 제외한 전 인원을 긴급 대피시킨 후 페이스북 공식 페이지를 통해 "추가 통보가 있을 때까지는 임무능력이 없다"라고 선언하였다.
루시 존스 박사는 오웬스 밸리 지역에 규모 Mw7급 이상의 추가 지진이 올 확률이 1/10이며, 규모 6Mw급 지진이 올 확률은 50대 50이라고 말하였다. 서북-동남쪽 단층의 길이는 대략 40-48km 늘어났다고 발표하였다.

## 같이 보기
- 2019년 지진
- 1999년 헥터 마인 지진
- 2010년 과들루프빅토리아 지진